# Mexikansk tall
Mexikansk tall (Pinus hartwegii) är en växtart i släktet tallar och familjen tallväxter. Arten beskrevs av John Lindley.

## Utbredning och habitat
Arten växer i Mexiko, Honduras och Guatemala, och är noterad men inte bekräftad i El Salvador. Den växer på en höjd av 2 300 till 4 300 meter.
På hög höjd bildar den mexikanska tallen ofta stora skogar där den är ensam art, ända upp till trädgränsen. I Honduras är den sällsynt, men återfinns i molnskogar på omkring 2 800 meters höjd, tillsammans med guatemalagran, mexikansk cypress, Juniperus standleyi, Dendropanax lempirianus, Drymis granadensis och arter i eksläktet, med ett marktäcke av ljungväxter, lummerväxter och epifytiska ananasväxter. I Guatemala och södra Mexiko återfinns framför allt skogar med olika tallar, där arten blir alltmer dominerande ju högre upp man kommer. Längre ner växer den tillsammans med den närstående P. montezumae.

## Hot
Det största hotet mot arten är den globala uppvärmningen, som gör skogarna varmare och träden stressade, så att angrepp av vivlar av släktet Dendroctonus blir vanligare.
IUCN kategoriserar arten globalt som livskraftig.

## Användning
Mexikansk tall används till virke, men då den ofta växer på otillgängliga platser högt i bergen får den oftast vara i fred. Trots att den är mycket härdig är den ovanlig i odling.